# Festival international de musique pop de Monterey
Pour les articles homonymes, voir Monterey.
Le festival international de musique pop de Monterey (Monterey International Pop Music Festival) est une manifestation musicale qui s'est déroulée du 16 au 18 juin 1967 à Monterey, en Californie (États-Unis).
Le festival est organisé par les producteurs Lou Adler et Alan Pariser, John Phillips membre des The Mamas & the Papas et le publicitaire Derek Taylor. Tous les artistes, à l'exception de Ravi Shankar qui fut payé 3 000 dollars, jouèrent gratuitement, les recettes du festival étant reversées à des œuvres de charité.
Le chiffre souvent avancé de 200 000 personnes ayant assisté à cet événement est probablement trop élevé : les estimations réalistes se situent entre 25 000 et 90 000 participants.
Acclamé et salué comme un prodige d'organisation et de coopération que bien peu de grands festivals parviendront à reproduire par la suite, le festival de Monterey est considéré comme le premier événement musical à incarner les valeurs et les idées de la contre-culture naissante et signe le départ du Summer of Love en 1967. Il a depuis servi de modèle à de nombreux rassemblements tels que le festival de Woodstock.

## Le festival
Les organisateurs Lou Adler, John Phillips des The Mamas & the Papas, le producteur Alan Pariser, et Derek Taylor planifièrent le festival en seulement sept semaines. Le bureau organisateur comporte des membres des Beatles et des Beach Boys. Monterey était depuis longtemps connu pour le Monterey Jazz Festival et le Monterey Folk Festival ; les organisateurs voient donc dans la mise en place du festival une bonne manière de faire accepter le rock comme une forme musicale et artistique, au même titre que le jazz et la musique folk.

« Notre idée pour Monterey était de proposer le meilleur possible, dans tous les domaines — l'équipement sonore, l'hébergement, le ravitaillement, le transport — des services qui n'avaient jusqu'alors jamais été proposés aux artistes avant Monterey. Nous avions installé un centre de premiers secours sur le site, car nous avions bien imaginé qu'une surveillance médicale serait nécessaire et que nous devrions nous occuper des problèmes liés à la drogue qui y circulerait. Nous ne voulions pas que les gens ayant des problèmes de drogue soient laissés sans soins et sans assistance médicale. Comme nous ne voulions pas que ce type de problème ne gâche ou ne perturbe les autres spectateurs ou les artistes. Nos services de sécurité travaillaient avec la police locale de Monterey. Les forces de sécurité locales ne s'attendaient pas à s'entendre aussi bien avec les personnes venues sur place et avec les organisateurs. Ils ne s'attendaient pas à ce que cet esprit du music, love and flowers prenne le pas sur leurs convictions personnelles et les laisse se faire couvrir de fleurs par les participants. »

— Lou Adler
Les artistes se produisent gratuitement, et tous les revenus sont redistribués à des fondations et organisations caritatives. Seul Ravi Shankar est payé 3 000 $, -pour sa très longue performance au sitar, durant un après-midi complet. Country Joe and the Fish touchèrent également 5 000 $, - non pas du festival lui-même, mais des revenus générés par le documentaire de D.A. Pennebaker, Monterey Pop.
Presque toutes les caractéristiques du festival de Monterey furent une première dans le monde des rassemblements musicaux : la majorité des spectateurs étaient blancs mais il y avait une réelle mixité ethnique et raciale, ainsi qu'un mélange musical riche et atypique, associant musique folk, blues, jazz, soul, R&B, rock, rock psychédélique, pop et musiques traditionnelles, permettant à de jeunes artistes novateurs et avant-gardistes venant du Royaume-Uni, des États-Unis, d'Afrique du Sud et d'Inde de jouer aux côtés de stars connues et reconnues telles que The Mamas & the Papas, Simon & Garfunkel et The Byrds.

## Performances

### The Who
Bien que déjà très connus au Royaume-Uni, et commençant déjà à attirer l'attention des radios et auditeurs américains, Monterey est le concert qui propulse réellement The Who sur la scène américaine. Le groupe monte sur scène avant Jimi Hendrix. Pete Townshend et lui veulent tous deux jouer en premier. Après avoir perdu à pile ou face, Hendrix aurait déclaré qu'il voulait bien passer en second, mais qu'« il mettrait le paquet ».[réf. nécessaire]

### The Jimi Hendrix Experience
Se produisant avec son groupe, Jimi Hendrix conclut sa prestation sur une incroyable version de Wild Thing, qu'il termina en s'agenouillant devant sa guitare, mimant l'acte sexuel avec son instrument, l'aspergeant d'essence à briquet, y mettant le feu et enfin la fracassant sur le sol et la sono. Tout cela produisit un faisceau de sonorités totalement imprévisibles et inconnues et contribua à sa popularité aux États-Unis. C'est également au cours de ce festival que Hendrix réalise sa double prouesse bien connue d'interpréter le solo de guitare de Hey Joe avec les dents puis derrière son dos.
Ravi Shankar reste terriblement choqué par cette crémation de guitare, notamment par le manque de respect envers un instrument de musique ; il considère par la suite que les drogues sont néfastes sur de nombreux jeunes.
L'intégralité de cette performance est disponible sur l'album Live at Monterey en 2007.

### Janis Joplin
Le festival est également l'occasion de découvrir l’une des toutes premières apparitions en public de Janis Joplin, qui chanta en tant que membre du groupe Big Brother and the Holding Company. On peut y voir Janis prendre une rasade de Southern Comfort durant son interprétation provocatrice de la chanson Ball 'n' Chain. Columbia Records signa un contrat avec Big Brother and The Holding Company à la suite du concert de Monterey. « Je suis devenu un fervent défenseur de la cause féministe après avoir entendu Janis Joplin au Festival de Monterey », déclara John McCleary, l'auteur de The Hippie Dictionary.

### Otis Redding
Monterey est aussi l'occasion pour Otis Redding de se produire pour la première fois dans son pays d'origine devant un public majoritairement blanc. Redding, accompagné durant sa performance par Booker T. & the MG's, est ajouté au programme du festival grâce aux efforts du fondateur Jerry Wexler, qui voyait dans le festival une chance pour développer la carrière du chanteur. Précédé par Booker T & the MG's qui interprète trois titres instrumentaux tirés de leur répertoire, Redding monte sur scène aux alentours d'une heure du matin, présenté par le comique Tommy Smothers. À cet instant, de nombreux spectateurs, dont beaucoup cherchent à échapper à la pluie qui commence à tomber sur le champ de foire et fatigués par une journée de concerts, ont commencé à quitter les lieux.
Redding lança cette phrase célèbre à l'assistance lors de son apparition : « Voici donc la foule de l'amour. » L'interprétation de Redding comportait son single Respect (qui devint un hit encore plus important pour Aretha Franklin quelques semaines plus tard). Bien que le festival donnât à Redding une aura nouvelle et une célébrité plus importante, ce fut également l'une de ses dernières apparitions majeures en public. Il mourut six mois plus tard dans un accident d'avion à l'âge de 26 ans.

### Ravi Shankar
Ravi Shankar fut également présenté au public américain au cours de ce festival. Dix-huit minutes de Dhun (Dadra and Fast Teental), un bref extrait de la performance live de quatre heures de Shankar, termine le film-documentaire Monterey Pop, révélant l'artiste à toute une nouvelle génération d'admirateurs.

### The Mamas & the Papas
The Mamas & the Papas ont été les derniers artistes à monter sur scène, John Phillips faisant partie des organisateurs de l'événement. Ils ont également permis à quelques jeunes artistes de se produire tels Scott McKenzie. Ils jouèrent certains de leurs chansons les plus célèbres, telles Monday, Monday et California Dreamin'.

### Annulations et artistes absents
Plusieurs artistes n'ont pu se produire lors du festival ou ont décliné l'invitation :
- The Beach Boys, qui étaient impliqués dans l'organisation du festival et qui devaient au départ clore l'événement, n'ont pas pu venir.
- The Kinks étaient invités mais n'ont pu obtenir de visa pour les États-Unis, à cause d'une querelle avec l'American Federation of Musicians.
- Donovan s'est vu refuser son visa pour les États-Unis à cause d'une affaire de drogue en 1966.
- Captain Beefheart & The Magic Band devaient également faire partie de la programmation mais, selon le texte de la pochette de la réédition de leur album Safe as Milk, le groupe aurait refusé l'invitation, leur guitariste Ry Cooder jugeant qu'ils n'étaient pas encore prêts.
- Selon Eric Clapton, Cream n'a pas participé au festival car le manager du groupe voulait un événement plus médiatique pour lancer le groupe aux États-Unis.
- Dionne Warwick et The Impressions étaient prévus et leurs noms déjà imprimés sur les premières affiches du festival, mais Warwick laissa finalement tomber à cause d'un souci de planning.
- Bien que le logo du groupe Kaleidoscope apparaisse dans le film, ils ne jouèrent pas au festival de Monterey.
- Les Beatles refusèrent l'invitation, mais firent néanmoins partie du bureau organisateur de l'événement. George Harrison et Paul McCartney furent cependant aperçus à Monterey et ont probablement assisté au festival incognito.
- Bien que les Rolling Stones ne participèrent pas en raison des soucis judiciaires et de l'enregistrement de leur album Their Satanic Majesties Request, le guitariste et fondateur du groupe Brian Jones assista au festival (en compagnie de la chanteuse Nico) et monta même sur scène pour présenter Hendrix.
- Malgré la rumeur selon laquelle Love aurait décliné l'invitation pour Woodstock, Mojo Magazine confirma par la suite que c'était celle pour Monterey qui avait été rejetée.
- Les Doors ne vinrent pas, tout simplement car les organisateurs oublièrent de les inviter. John Densmore, le batteur du groupe, dans son livre Riders on the Storm, écrit que selon lui, ils ne furent pas conviés à la fête car leur musique ne reflétait pas les idéaux d'alors, « peace and love ».

## Participants

### Vendredi 16 juin
- The Association
- The Paupers (en)
- Lou Rawls
- Beverley
- Johnny Rivers
- Eric Burdon & The Animals
- Simon & Garfunkel

### Samedi 17 juin
- Canned Heat
- Big Brother and the Holding Company
- Country Joe and the Fish
- Al Kooper
- The Butterfield Blues Band
- Quicksilver Messenger Service
- Steve Miller Band
- The Electric Flag
- Moby Grape
- Hugh Masekela
- The Byrds
- Laura Nyro
- Jefferson Airplane
- Janis Joplin (1er passage)
- Booker T. & the M.G.'s
- Otis Redding

### Dimanche 18 juin
- Ravi Shankar
- Janis Joplin (2nd passage filmé)
- The Blues Project
- Big Brother and the Holding Company
- The Group With No Name, formation menée par Cyrus Faryar (en)
- Buffalo Springfield
- The Who
- Grateful Dead
- The Jimi Hendrix Experience
- Scott McKenzie
- The Mamas & the Papas

## Enregistrements
Afin que le festival soit entièrement filmé, Lou Adler et John Phillips contacte le réalisateur D.A Pennebaker, célèbre pour avoir tourné le documentaire Dont Look Back sur la tournée britannique de Bob Dylan en 1965 et, plus tard, le film Sweet Toronto sur le Toronto Rock and Roll Revival en 1969. 

« Quand je suis arrivé à Monterey, je ne connaissais pas la majorité des groupes programmés et je n’ai pas cherché à me renseigner. Les films de concert n’existaient pas à l’époque, tout était à inventer, et ça me convenait parfaitement. Je souhaitais capturer l’ambiance du festival et la vibration de cette culture naissante, et le meilleur moyen était de se laisser guider par ce qui se passait. Nous sommes arrivés sur le site du festival avec six caméras 16 mm et deux acolytes documentaristes (dont Albert Mayles, l’auteur de Gimme Shelter). Les autres étaient des stagiaires plus intéressés par la musique que par le cinéma. Ils se sont laissés porter par l’euphorie de l’événement. »

— D.A. Pennebaker
À son équipe, Pennebaker ne donne qu’une consigne : promenez-vous, regardez autour de vous et filmez. Le cinéaste, lui, est sur scène avec un ou deux complices. Son seul principe est d’enregistrer l’intégralité des chansons et de laisser la musique vivre sans couper de manière intempestive. L'équipe choisit de filmer un seul morceau par groupe, dans l'esprit d'équité voulu par les organisateurs. Puis se laisse gagner par la vibration du moment.

« Rien n’était répété, rien n’était préparé ni orchestré. C’est, pour moi, la seule façon de réaliser un documentaire. Si l’Etna se réveille, il faut être là, c’est tout, et trouver une manière de regarder. Les musiciens de cette époque étaient fascinants, complètement dévorés par leur passion pour le blues et l’importance du moment. »

— D.A. Pennebaker
Le documentaire qui en résulte, Monterey Pop est sorti en 1968.

En août 1969, les organisateurs du festival de Woodstock demanderont à Pennebaker de prolonger ce qu'il avait réalisé à Monterey, mais ce dernier refusera. 

« Ça ne m’intéressait pas. L’époque avait changé. Woodstock était une grosse entreprise commerciale. On me demandait un film sur un mouvement, une génération heureuse, mais la plupart des artistes ne l’étaient plus. Certains, comme Dylan, avaient refusé de venir. D’autres étaient au bout du rouleau. J’ai attendu que l’occasion se représente de capturer sur le vif une véritable performance. »

— D.A. Pennebaker